# Kanuslalom-Weltmeisterschaften 2009

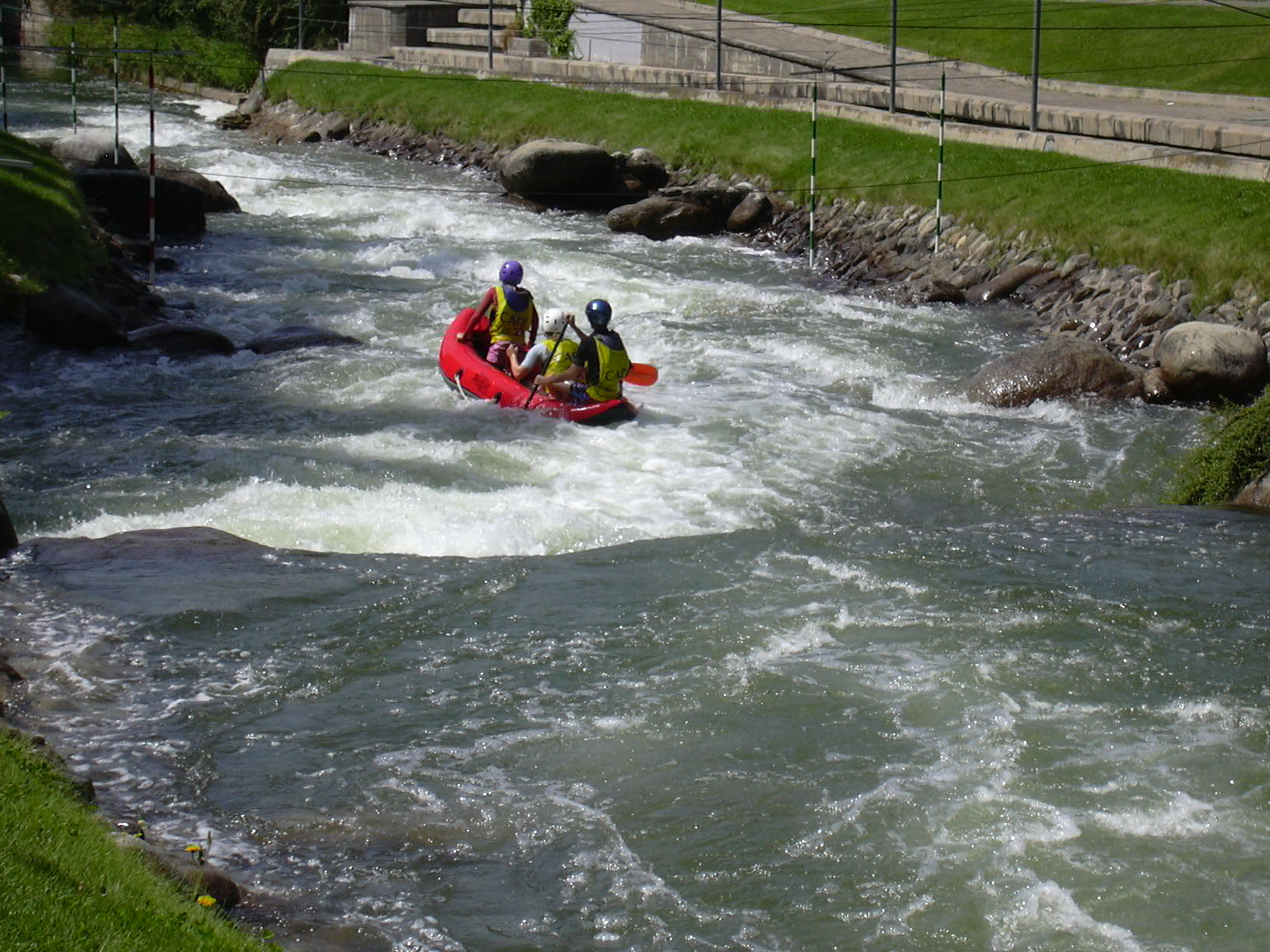
Kanupark Parc Olímpic del Segre

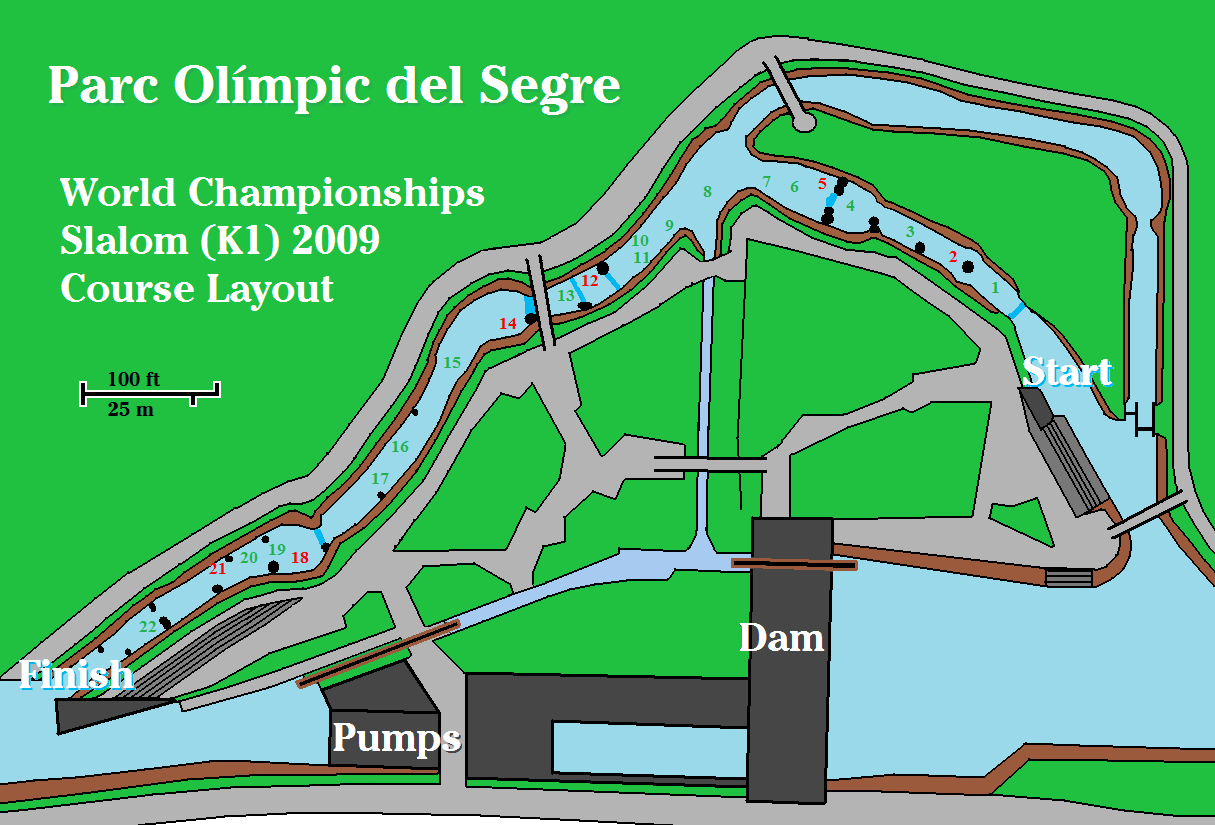
Skizze der Slalomstrecke

Die Kanuslalom-Weltmeisterschaften 2009 fanden vom 9. bis 13. September 2009 in La Seu d’Urgell, Spanien statt. Veranstaltet wurden die Weltmeisterschaften vom Internationalen Kanuverband (ICF). La Seu d’Urgell war damit nach 1999 zum zweiten Mal Gastgeber der Kanuslalom-Weltmeisterschaften. Insgesamt wurden acht Wettbewerbe ausgetragen, bei den Männern jeweils eine Einzel- und eine Mannschaftsentscheidung im Einer-Kajak K-1, Einer-Canadier C-1 und Zweier-Canadier C-2 und bei den Frauen eine Einzel- und Mannschaftsentscheidung im Einer-Kajak K-1. Zusätzlich gab es ein Testwettkampf im C-1 für Frauen. Ab den Weltmeisterschaften 2010 soll dieser Wettbewerb offizieller Bestandteil werden.
Die Wettbewerbe wurden im Parc Olímpic del Segre ausgetragen, ein Kanupark am Fluss Segre, der für die Olympischen Sommerspiele 1992 gebaut wurde. Der Kurs ist ca. 300 m lang und hat ein Gefälle von 6,5 m.
Erfolgreichste Nation der Wettkämpfe wurde die Slowakei mit drei Gold- und Silbermedaillen. Das deutsche Team errang insgesamt vier Medaillen, im Einzel gewann Jasmin Schornberg Gold im K-1 und Jan Benzien Bronze im C-1, in den Mannschaftsentscheidungen gewann man Silber im C-2 der Männer und Bronze im K-1 der Frauen. Im C-1-Testwettkampf gelang Australien ein Dreifacherfolg.

## Medaillengewinner

### Männer

#### Canadier
| Wettbewerb | Gold                                                                                                | Punkte | Silber                                                                                        | Punkte | Bronze | Punkte |
| C-1        | Tony Estanguet                                                                                      | 96,21  | Michal Martikán                                                                               | 98,76  | Jan Benzien | 99,60  |
| C-1 Team   | SlowakeiMichal Martikán Alexander Slafkovský Matej Beňuš                                            | 100,84 | FrankreichTony Estanguet Nicolas Peschier Denis Gargaud Chanut                                | 103,77 | SpanienJordi Domenjó Jon Ergüín Ander Elosegi                                                                    | 106,68 |
| C-2        | SlowakeiPavol Hochschorner Peter Hochschorner                                                       | 105,70 | SlowakeiLadislav Škantár Peter Škantár                                                        | 105,84 | SlowenienLuka Božič Sašo Taljat                                                                                  | 107,37 |
| C-2 Team   | SlowakeiPavol Hochschorner Peter Hochschorner Ladislav Škantár Peter Škantár Tomas Kucera Jan Batik | 113,51 | DeutschlandDavid Schröder Frank Henze Marcus Becker Stefan Henze Robert Behling Thomas Becker | 116,97 | Vereinigtes KönigreichTimothy Baillie Etienne Stott David Florence Richard Hounslow Daniel Goddard Colin Radmore | 117,20 |

#### Kajak
| Wettbewerb | Gold                                                    | Punkte | Silber                                                            | Punkte | Bronze                                                    | Punkte |
| K-1        | Peter Kauzer                                            | 92,84  | Boris Neveu                                                       | 94,89  | Carles Juanmartí                                          | 95,89  |
| K-1 Team   | TschechienIvan Pišvejc Vavřinec Hradilek Michal Buchtel | 98,17  | Vereinigtes KönigreichCampbell Walsh Huw Swetnam Richard Hounslow | 99,46  | SpanienJoan Crespo Guillermo Díez-Canedo Carles Juanmartí | 100,62 |

### Frauen

#### Kajak
| Wettbewerb | Gold                                                                  | Punkte | Silber                                                  | Punkte | Bronze                                                   | Punkte |
| K-1        | Jasmin Schornberg                                                     | 106,75 | Maialen Chourraut                                       | 107,96 | Elizabeth Neave                                          | 109,04 |
| K-1 Team   | Vereinigtes KönigreichElizabeth Neave Louise Donington Laura Blakeman | 112,79 | SlowakeiJana Dukátová Elena Kaliská Gabriela Stacherová | 118,14 | DeutschlandJasmin Schornberg Claudia Bär Jacqueline Horn | 119,84 |

## Medaillenspiegel
| Platz  | Land                   | Gold | Silber | Bronze | Gesamt |
| ------ | ---------------------- | ---- | ------ | ------ | ------ |
| 1      | Slowakei               | 3    | 3      | -      | 6      |
| 2      | Frankreich             | 1    | 2      | -      | 3      |
| 3      | Vereinigtes Königreich | 1    | 1      | 2      | 4      |
|        | Deutschland            | 1    | 1      | 2      | 4      |
| 5      | Slowenien              | 1    | -      | 1      | 2      |
| 6      | Tschechien             | 1    | -      | -      | 1      |
| 7      | Spanien                | -    | 1      | 3      | 4      |
| Gesamt | Gesamt                 | 8    | 8      | 8      | 24     |